# Chartered Institute of Management Accountants
Das Chartered Institute of Management Accountants (CIMA) ist ein weltweit führender Berufsverband für Buchhalter mit Sitz im Vereinigten Königreich. Gegründet im Jahr 1919 als Institute of Cost and Works Accountants, erhielt es 1975 die Royal Charter und wurde später in CIMA umbenannt. Mit 597.000 Mitgliedern und Mitgliedskandidaten in 188 Ländern im Jahr 2025 ist das CIMA die größte und älteste Organisation für Management Accounting weltweit.
Mitglieder des CIMA sind qualifiziert, steuerliche und buchhalterische Dienstleistungen sowohl in England als auch in Irland anzubieten. Durch ihre umfassende Ausbildung im Management Accounting verfügen sie über das notwendige Fachwissen, um insbesondere Unternehmen bei steuerlichen Angelegenheiten zu unterstützen.
Die CIMA verleiht den Titel des Chartered Global Management Accountant, der üblicherweise im Rahmen einer dreijährigen Ausbildung verliehen wird. Der Abschluss ist äquivalent zu einem Masterabschluss (Level 7 NARIC) im Vereinigten Königreich.
Der Verband ist Mitglied des Verbands der International Federation of Accountants.

## Geschichte
Historisch gesehen gab es in London sechs bedeutende Institute, die Wirtschaftsprüfer hervorbrachten:
- Institute of Chartered Accountants in England and Wales (ICAEW)
- Institute of Chartered Accountants of Scotland (ICAS)
- Chartered Accountants Ireland (CAI)
- Association of Chartered Certified Accountants (ACCA)
- Chartered Institute of Management Accountants (CIMA)
- Chartered Institute of Public Finance and Accountancy (CIPFA)

Diese Institute spielten eine entscheidende Rolle bei der Professionalisierung und Standardisierung des Rechnungswesens im Vereinigten Königreich.
Das Chartered Institute of Management Accountants (CIMA) wurde 1919 als Institute of Cost and Works Accountants (ICWA) gegründet, um dem wachsenden Bedarf an Fachwissen im Kosten- und Leistungsrechnungswesen gerecht zu werden, der durch die Industrialisierung und die damit einhergehende Komplexität von Unternehmen entstand. Unterstützt von führenden Industriellen, darunter William Lever, 1. Viscount Leverhulme, der als erster Präsident fungierte, etablierte sich das Institut rasch als maßgebliche Instanz im Bereich des Management Accountings.
Im Laufe des 20. Jahrhunderts entwickelte sich die Rolle des Buchhalters weiter, wobei der Fokus zunehmend auf Managementaspekte gelegt wurde. Diese Entwicklung wurde 1975 durch die Verleihung der Royal Charter an das Institut anerkannt. 1986 nannte es sich in CIMA um. 1999 hat das CIMA bereits 50.000 Mitglieder weltweit und internationale Ausbildungsstätten.
Im Januar 2012 gingen das Chartered Institute of Management Accountants (CIMA) und das American Institute of Certified Public Accountants (AICPA) eine Partnerschaft ein, um die Berufsbezeichnung des Chartered Global Management Accountant (CGMA) zu etablieren. Diese Zusammenarbeit zielte darauf ab, die Kompetenzen von Management Accountants weltweit zu stärken und eine einheitliche Qualifikation zu schaffen, die sowohl strategische als auch finanzielle Expertise anerkennt.
Im Januar 2017 vertieften CIMA und AICPA ihre Zusammenarbeit durch die Gründung der Association of International Certified Professional Accountants. Dieses Bündnis vereinte die Ressourcen beider Organisationen, um die globale Buchhaltungs- und Finanzberufslandschaft zu fördern und zu modernisieren. Die Association dient als gemeinsame Stimme für über 650.000 Mitglieder und Studenten in 179 Ländern und Territorien und setzt sich für die Weiterentwicklung des Berufsstands ein.
Heute ist CIMA die weltweit größte und führende Berufsorganisation für Managementbuchhalter, die sich der Weiterentwicklung des Management Accountings verschrieben hat und ihre Mitglieder dabei unterstützt, den Herausforderungen eines sich wandelnden Finanzumfelds gerecht zu werden.

## Qualifikation
Sowohl globale Wirtschaftsprüfungsgesellschaften als auch Beratungsfirmen bieten die CIMA-Qualifikation als Ergänzung für die berufliche Entwicklung ihrer Mitarbeiter an. Die strukturierte Ausbildung zum Chartered Management Accountant bieten im Rahmen einer dreijährigen Ausbildung zum Beispiel die Beratungsfirmen Accenture, Deloitte, Ernst & Young, KPMG, PricewaterhouseCoopers oder auch American Express an.
In England und Irland arbeitet CIMA eng mit  Bildungseinrichtungen zusammen, um sicherzustellen, dass seine Mitglieder über die erforderlichen Fähigkeiten und Kenntnisse verfügen, um in verschiedenen Branchen erfolgreich zu sein. So bietet Kaplan UK als offizieller Partner des CGMA Finance Leadership Program (FLP) eine geführte digitale Lern- und Assessment-Erfahrung, die es Fachleuten ermöglicht, die CGMA-Qualifikation online zu erwerben. Kaplan bietet im Rahmen des FLP zusätzliche Leistungen wie Live-Online-Unterricht, persönliche Coaches und umfassende Unterstützung, um die Lernenden auf ihrem Weg zur CGMA-Qualifikation zu begleiten.
Zahlreiche Studiengänge im Vereinigten Königreich sind standardmäßig von der CIMA akkreditiert, um den theoretischen Ausbildungsteil der CIMA im Rahmen eines Master of Arts in Accountancy bzw. Accountancy & Finance zu bestätigen. Dies sind beispielsweise die University of Aberdeen, die Abertay University oder die Queen Margaret University Edinburgh.
CIMA bietet Mitgliedern des CIPFA (Chartered Institute of Public Finance and Accountancy) einen speziellen Fast-Track-Weg zur Erlangung der CGMA-Bezeichnung an. Durch diese Partnerschaft können  CIPFA-Mitglieder über eine verkürzte Route CIMA-Mitglied werden und die CGMA-Bezeichnung erwerben.

### Chartered Global Management Accountant (CGMA)
Der Chartered Global Management Accountant (CGMA) wurde 2012 durch eine Kooperation des Chartered Institute of Management Accountants (CIMA) und des American Institute of Certified Public Accountants (AICPA) eingeführt. Der CGMA-Titel zeichnet Fachleute aus, die über fortgeschrittene Kenntnisse in den Bereichen Finanzen, Buchhaltung, Steuern, Strategie und Management verfügen.
Qualifikationsstruktur:
Die CGMA-Qualifikation gliedert sich in vier aufeinander aufbauende Stufen:
1. Certificate in Business Accounting: Die erste Stufe legt die Grundlage für das Verständnis der finanziellen und wirtschaftlichen Zusammenhänge. Hier lernen die Teilnehmer die Grundprinzipien der Finanzbuchhaltung kennen, insbesondere die Erstellung von Jahresabschlüssen und die Anwendung grundlegender Rechnungslegungsprinzipien.[16]
2. Operational Level: In der zweiten Stufe steht die kurzfristige Entscheidungsfindung und die Umsetzung operativer Strategien im Mittelpunkt. Im Modul “Financial Reporting and Taxation” wird die Anwendung internationaler Rechnungslegungsstandards in der Praxis vertieft. Hier lernen die Teilnehmer die korrekte Darstellung von Abschlüssen gemäß IAS 1 sowie die Bewertung von Vorräten nach IAS 2. Darüber hinaus werden Sachanlagen (IAS 16) und immaterielle Vermögenswerte (IAS 38) behandelt, um eine fundierte Basis für die Bilanzierung von Unternehmensressourcen zu schaffen.
3. Management Level: Die dritte Stufe bereitet die Teilnehmer auf die mittelfristige Planung und Kontrolle vor. Im Modul “Advanced Financial Reporting” werden komplexe Berichterstattungsanforderungen vermittelt, darunter IFRS 15 zur Umsatzrealisierung und IFRS 16 für Leasingverhältnisse. Zudem werden Wertminderungen von Vermögenswerten nach IAS 36 sowie Rückstellungen und Eventualverbindlichkeiten gemäß IAS 37 behandelt.
4. Strategic Level: Die abschließende und vierte Stufe konzentriert sich auf langfristige strategische Finanzentscheidungen. Im Modul “Financial Strategy” werden fortgeschrittene Konzepte der Unternehmensfinanzierung behandelt, einschließlich IFRS 9 zur Bilanzierung von Finanzinstrumenten, IFRS 3 zu Unternehmenszusammenschlüssen sowie IAS 12 zur Berechnung und Erfassung von Ertragsteuern.[17]

Jede dieser Ebenen umfasst zudem weitergehende spezifische Module in den Bereichen Unternehmensführung, Leistungsmanagement und Finanzmanagement.
Neben den theoretischen Prüfungen müssen Kandidaten mindestens drei Jahre einschlägige Berufserfahrung als Buchhalter (Accountants) nachweisen. Diese praktische Erfahrung stellt sicher, dass die Absolventen nicht nur über theoretisches Wissen, sondern auch über die Fähigkeit verfügen, dieses Wissen in realen Geschäftsszenarien anzuwenden. Nach Abschluss aller drei theoretischen Ebenen und Erfüllung der praktischen Erfahrungsvoraussetzungen erhalten die Absolventen die CGMA-Bezeichnung und die CIMA-Mitgliedschaft.

### Associate Chartered Management Accountant (ACMA)
Der ACMA wird verliehen, nachdem ein Kandidat erforderlich die Prüfungen des CIMA-Qualifikationsprogramms bestanden und die vorgeschriebene praktische Erfahrung im Management Accounting gesammelt hat. Voraussetzung für den Erhalt dieser Mitgliedschaft ist neben dem erfolgreichen Abschluss der CIMA-Prüfungen eine mindestens dreijährige Berufserfahrung in einem relevanten Finanz- oder Managementbereich.

### Fellow Chartered Management Accountant (FCMA)
Der FCMA ist die höchste Stufe der CIMA-Mitgliedschaft und wird an langjährige Mitglieder verliehen, die sich durch herausragende berufliche Leistungen, umfangreiche Erfahrung in leitenden Positionen und einen signifikanten Beitrag zur Weiterentwicklung des Management Accounting ausgezeichnet haben. Um den FCMA-Status zu erlangen, müssen ACMA-Mitglieder mindestens fünf Jahre Berufserfahrung in einer höheren Führungsrolle nachweisen, in der sie strategische Entscheidungsprozesse geleitet und Unternehmen aktiv mitgestaltet haben. Der Antrag auf den FCMA-Status wird von einem Gremium innerhalb von CIMA geprüft, das die Eignung des Bewerbers auf Grundlage der eingereichten Nachweise bewertet.

### Member in Practice (MiP)
CIMA-Mitglieder, die Buchhaltungs- und Steuerdienstleistungen auf selbständiger Basis anbieten möchten, müssen sich binnen 28 Tage als Member in Practice (MiP) registrieren. Ein wesentlicher Bestandteil der MiP-Anforderungen ist neben der CIMA-Mitgliedschaft der Nachweis einer angemessenen Berufshaftpflichtversicherung, um sowohl den Mandanten als auch den Berufsträger vor finanziellen Risiken zu schützen. Darüber hinaus müssen MiPs regelmäßige Weiterbildungen absolvieren und die beruflichen Ethik- und Qualitätsrichtlinien der CIMA einhalten. Zudem unterliegen MiPs den Anti-Money Laundering (AML) und Counter-Terrorist Financing (CTF)-Regelungen, die sie zur Einhaltung strenger Sorgfaltspflichten und Meldepflichten im Kampf gegen Geldwäsche und Finanzkriminalität verpflichten.

### Künftige Berufsbezeichnungen
2023 hat das CIMA angekündigt, künftig die Bezeichnungen ACMA und FCMA durch die einheitliche Bezeichnung CGMA und CGMA Fellow zu ersetzen, um die globale Anerkennung und den rechtlichen Schutz der Berufsbezeichnung zu stärken. Diese Änderung soll Verwechslungen mit anderen Berufsbezeichnungen vermeiden.

### Durchfallquoten
Die Examen pro Erfahrungsstufe wiesen im Februar 2024 zuletzt folgende Durchfallquoten aus:
- Operational Level Case Study 59 % bestanden (41 % durchgefallen)
- Management Level Case Study 60 % bestanden (40 % durchgefallen)
- Strategic Level Case Study (finale Abschlussklausur) 54 % bestanden (46 % durchgefallen).

Die höchsten Durchfallquoten hatten die Module F2 (Advanced Financial Reporting) und P2 (Advanced Management Accounting) mit jeweils 53 % und 56 % durchgefallener Kandidaten. Der CGMA-Kandidat muss in seinen Abschlussexamen jedes Modul einzeln bestehen, um die CGMA-Designation zu erhalten.